# Suma statystyczna
Suma statystyczna – pojęcie pomocnicze w mechanice statystycznej, pozwala obliczyć równowagowe funkcje stanu. Oznaczana jako {\displaystyle Z,} wyraża się wzorem:
{\displaystyle Z=\sum _{\sigma }\exp(-\beta E_{\sigma })=\sum _{\sigma }\exp \left(-{\frac {E_{\sigma }}{k_{B}T}}\right).}
gdzie:
{\displaystyle \Sigma _{\sigma }} – suma po stanach mikroskopowych,
{\displaystyle \sigma } – indeks stanu mikroskopowego,
{\displaystyle E_{\sigma }} – jego energia,
{\displaystyle \beta =1/(k_{B}T),}
{\displaystyle k_{B}} – stała Boltzmanna,
{\displaystyle T} – temperatura w skali Kelvina.
Przykładowo energia swobodna wyraża się jako:
{\displaystyle F=-k_{B}T\ln(Z).}
W mechanice kwantowej analogiem sumy statystycznej jest ślad macierzy operatora gęstości stanów, czyli:
{\displaystyle Z={\rm {{Tr}(e^{-\beta ({\hat {H}}-\mu {\hat {N}})})}}}
występuje on w definicji wartości średniej z obserwabli:
{\displaystyle \langle A\rangle ={\rm {{Tr}({\hat {\rho }}{\hat {A}}),}}}
gdzie:
{\displaystyle {\hat {\rho }}={\frac {1}{Z}}e^{-\beta ({\hat {H}}-\mu {\hat {N}})},}
{\displaystyle {\hat {H}}} – hamiltonian układu fizycznego,
{\displaystyle \mu } – potencjał chemiczny,
{\displaystyle {\hat {N}}} – operator liczby cząstek (jeżeli w układzie jest zachowana liczba cząstek).